# Potaż
Potaż (regionalna, historyczna, rzadsza pisownia: potasz) – zanieczyszczona postać węglanu potasu K2CO3, rozpuszczalna w wodzie część popiołu pochodzącego ze spalania węgla drzewnego, zawierająca również zmienne ilości innych związków potasu.
 
Nazwa potaż bywa używana na określenie dowolnego minerału zawierającego potas, zwłaszcza w krajach anglojęzycznych (ang. potash).

## Etymologia
Określenie pochodzi od średniowiecznego niderlandzkiego słowa Pottasche (garnek + popiół), nawiązującego do sposobu otrzymywania substancji w żelaznych naczyniach. Nazwa przyjęła się szeroko w językach europejskich, np. niem. Pottasche, ang. potash, franc. potasse, hiszp. potasa, szwed. pottaska, fin. potaska, ros. поташ (potasz), czes. potaš, lit. potašas, łot. potašs.

## Historia
Zastosowanie popiołu uzyskanego z roślin jako nawozu jest znane od czasów antycznych. Polska była dość długo eksporterem potażu. Szczyt produkcji potażu w Polsce osiągnięto w XVII i XVIII w. Polscy specjaliści od wytwarzania potażu byli tak cenieni, że z inicjatywy kapitana Johna Smitha zostali sprowadzeni przez kolonistów angielskich do Ameryki. 1 października 1608 roku grupa polskich rzemieślników, specjalistów produkcji mydła, potażu oraz szkła przybyła do pierwszej osady kolonistów angielskich w Ameryce Północnej o nazwie Jamestown na brytyjskim statku „Mary and Margaret” i założyła pierwsze na amerykańskim kontynencie manufaktury produkcyjne. Rzemieślnicy wytwarzający potaż byli więc protoplastami obecnej amerykańskiej Polonii. Istotne znaczenie produkcji potażu dla gospodarki Rzeczypospolitej poeta Ignacy Krasicki tak ujął nawet w jednej ze swoich fraszek:

„Gdyby nie było potażu

Nie byłoby ekwipażu;

Skarb to nie dość wielbiony

Z popiołów mamy galony.” –

Ignacy Krasicki (1735–1801)

Manufakturowy zakład wyrobu potażu to potasznia, potażnia lub potażarnia. W Polsce istnieje wiele nazw geograficznych, których etymologia najpewniej związana jest z wytwórstwem potażu (potaszu): Potasznia, Potaszniki, Potasze, Potażnia, Potażniki.
Wytwarzaniem potażu zajmowali się także budnicy.

## Sposób produkcji
Potaż był od starożytności powszechnie stosowany przy produkcji mydła, szkła, farb, wyrobów ceramicznych, barwienia i bielenia tkanin oraz przy wszelkiego rodzajach czyszczenia czy jako nawóz. Produkowano go z popiołu pochodzącego ze spalania drewna i węgla drzewnego. Ze względu na użycie potażu w produkcji szkła oraz konieczność opalania pieców szklarskich węglem drzewnym, huty szkła rozmieszczane były w lasach z przewagą buka. 
Z potażu w procesie kaustyfikacji wytwarzany był potaż kaustyczny (potaż żrący), zawierający głównie wodorotlenek potasu.

## Zastosowanie
- nawóz potasowy;
- jako dodatek przy produkcji szkła;
- w produkcji mydeł w płynie i pastach;
- w produkcji szkła potasowego;
- w produkcji farb;
- w produkcji wywoływaczy fotograficznych;
- w laboratoriach jako środek suszący;
- w piekarnictwie;
- w konserwacji kakao;
- jako regulator kwasowości w przemyśle spożywczym (E501);
- przy szybkim suszeniu rodzynek – poprzez usunięcie za pomocą potażu naturalnej powłoki woskowej na winogronach, wyparowuje z nich szybciej woda;
- jako produkt wyjściowy do wytwarzania innych związków potasu;
- jako środek izolujący odlew od formy w rzeźbiarstwie przy odlewach gipsowych;
- w ogniwach paliwowych ze stopionym węglanem.